# Султанат Хаушаби
Султанат Хаушаби (араб. سلطنة الحواشب‎) — султанат в Южной Аравии, существовавший до середины XX века. В разные годы входил в состав британского Протектората Аден, Федерацию Арабских Эмиратов Юга и Федерацию Южной Аравии. Столицей был город Эль-Мусаймир.

## История
Султанат Хаушаби был одним из первых девяти кантонов, который подписал договор о защите с Великобританией в 1888 году и стал частью протектората Аден. В 1960 году присоединился к Федерации Арабских Эмиратов Юга, а затем в 1962 году к Федерации Южной Аравии. Последний султан, Фейсал ибн ас-Сурур аль-Хаушаби, был свергнут 29 ноября 1967 года. Султанат был ликвидирован, а его территория была присоединена к Народной Республике Южного Йемена. В настоящее время территория бывшего султаната входит в состав Йемена.

## Список султанов Хаушаби
- Аль-Фаджар аль-Хаушаби — ? — 1730
- Султан аль-Хаушаби — ? — 1800
- Мани ибн Саллам аль-Хаушаби — 1839 — 1 июня 1858
- Убейд ибн Яхья аль-Хаушаби — 1858 — 1863
- Али I ибн Мани аль-Хаушаби — 1863 — 4 мая 1886
- Мухсин I ибн Али аль-Хаушаби — 1886 — 1894
- Аль-Фадль ибн Али (узурпатор) — 1894 — 1895
- Мухсин I ибн Али аль-Хаушаби — 6 марта 1895 — 28 сентября 1904
- Али II ибн Мани аль-Хаушаби — 1904 — август 1922
- Мухсин II ибн Али аль-Хаушаби — 1922 — 19..
- Ас-Сурур ибн Мухаммад аль-Хаушаби — 19.. — 19..
- Мухаммад ибн ас-Сурур аль-Хаушаби — 1947 — 1955
- Фейсал ибн ас-Сурур аль-Хаушаби — 1955 — 29 ноября 1967